# 20 × 99 mm R
Die 20 × 99 mm R ist eine Patrone, die um 1936 bei den sowjetischen Streitkräften mit der SchWAK in Dienst gestellt wurde und auch mit der Designation „WW2 ShVAK, Berezin, Helenius rifle“ bekannt ist.

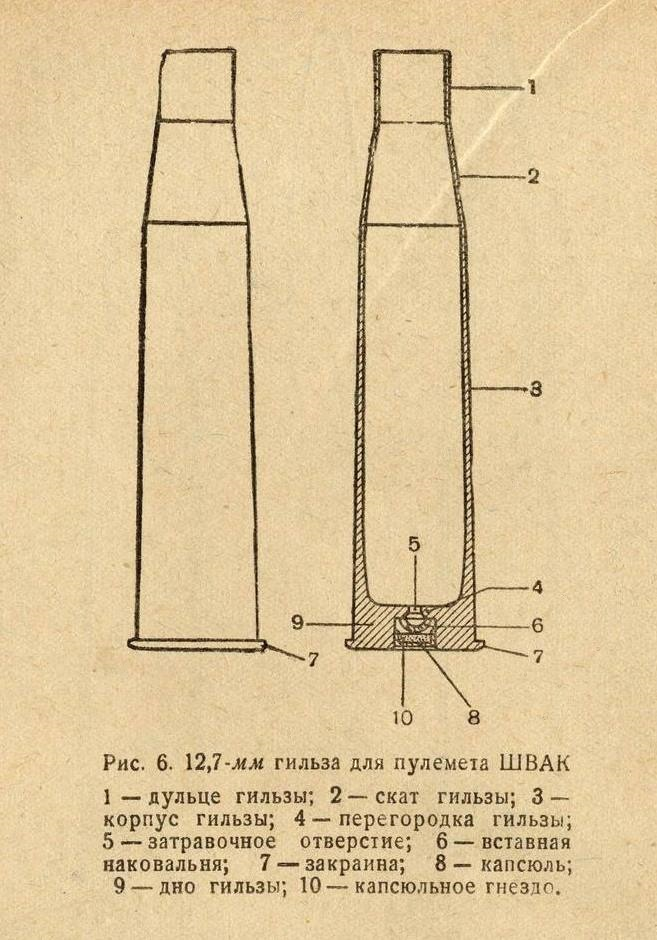
Ursprungshülse im Kaliber 12,7 × 108 mm R

Sie entstand aus der Idee heraus, dass nur der Lauf einer Waffe gewechselt werden sollte, um ein anderes Kaliber verschießen zu können. Als Basis für die 20 × 99 mm R diente eine Hülse der Patrone 12,7 × 108 mm R, die erweitert und gekürzt wurde, um ein 20-mm-Geschoss aufnehmen zu können.
Das Kaliber 20 × 99 mm R wurde im Zweiten Weltkrieg und bis in die 1960er-Jahre eingesetzt. Sie wurde mittlerweile durch modernere Kaliber ersetzt; die finnische Firma Helenius bot Gewehre RK20 und RK99 Mk2 jedoch noch in den frühen 2000er Jahren mit diesem Kaliber an.

## Munitionsarten
- OS

Brandgeschoss
- OST

Brandgeschoss mit Leuchtspur
- OF

Explosivgeschoss – Splitterwirkung
- OFS

Explosivgeschoss – Splitterwirkung, Brandkapsel
- BS

Panzerbrechend
- BST

Panzerbrechend mit Leuchtspur
- PU

Übungsmunition
- PUT

Übungsmunition mit Leuchtspur